# Diego (singolo)
Diego è un singolo del rapper italiano Shiva, pubblicato il 12 marzo 2018 come terzo estratto dal secondo album in studio Solo.

## Tracce
Testi e musiche di Andrea Arrigoni, Manusso e Yoshimitsu.
1. Diego – 4:10